# Белаја (притока Кубања)
Белаја (рус. Белая, адиг. Шъхьагуащэ) велика је река на југу европског дела Руске Федерације. Протиче преко југозападних делова Краснодарске Покрајине и југа и запада Републике Адигеје. Лева је притока реке Кубањ у коју се улива на подручју вештачког Краснодарског језера на њеном 277 km узводно од ушћа, и део басена Азовског мора.
На старим картама, направљеним пре 1856, река Белаја је фигурирала под својим историјским адигејским именом „Шхагуаше”, а на појединим местима се среће и под именом „Сагваса”.

## Основне карактеристике
Река Белаја свој ток започиње у планинском подручју на северу Великог Кавказа, између планинских врхова Фишт и Оштен. Тече углавном у смеру севера у дужини од 273 km. Површина сливног подручја је око 5.990 km². У горњем делу тока Белаја је типична планинска река и карактерише је велики пад, брз ток и кањонске обале, док у доњем делу тока преко Закубањске равнице поприма карактер типичне равничарске реке. Одликује је мешовити режим храњења, са комбинацијом ледничког, снежног и кишног режима. 
Међу бројним притокама величином се издвајају Пшеха и Курџипс са леве и Киша и Дах са десне стране. на њеним обалама се налазе градови Мајкоп (престоница Адигеје) и Белореченск, те варошица Туљски и села Гузерипљ, Хамишки, Никељ, Даховскаја, Каменомостски, Абадзехскаја, Гавердовскиј, Ханскаја и Белоје. 
Енергетски потенцијал реке искориштен је градњом Белореченске каскаде хидроелектрана коју чине Белореченска и Мајкопска ХЕ укупне моћности 57,4 мегавата електричне енергије.

## Хаџохски теснац
У горњем делу тока, у близини варошице Каменомостски, река Белаја протиче кроз уски, кратки и живописни Хаџохски теснац или Каменомостски кањон (рус. Хаджохская теснина; Каменномостский каньон). Дужина кањона је око 400 метара и позната је шеталишно-рекреативна зона. У најужем делу кањон је широк свега 6 до 7 метара, док му дубина достиже до 35 метара. 
Од 1979. кањон се налази на листи споменика природе од локалног значаја. 

## Галерија
- Белаја у Хаџохском теснацу
- Река на излазу из теснаца
- Белаја у доњем делу тока
- Брана Мајкопске хидроелектране
- Амонит из „Долине амонита” уз горњи део тока Белаје